# The Lathums
The Lathums – angielski zespół indie rock, pochodzący z miasta Wigan znajdującego się w hrabstwie Wielki Manchester. W skład zespołu wchodzi piosenkarz oraz gitarzysta Alex Moore, główny gitarzysta Scott Concepcion, basista Matty Murphy i perkusista Ryan Durrans. The Lathums powstało w ramach projektu muzycznego w szkole specjalizującej się w muzyce, zajęciach artystycznych, grach oraz mediach. Zespół istnieje od kwietnia 2018 roku. Po tym jak The Lathums trafili do tej samej grupy w The Music Project, w ciągu roku podpisali kontrakt z wytwórnią płytową Island Records.
Menedżerem zespołu został Alfie Skelly. Debiutancki albumgrupy  How Beautiful Life Can Be został wydany 24 września 2021 roku. Debiut trafił na szczyt brytyjskiej listy albumów.

## Historia zespołu

### Początki
Pierwszy kontakt Alex Moore i Scott Concepcion mieli przed dołączeniem do projektu i stworzeniem zespołu. The Lathums powstało na potrzeby projektu muzycznego na uczelni w Pemberton, Wielki Manchester. Początkowo zespół tworzyli Alex Moore, Scott Concepcion, Rayan Durrans oraz Lewis Halliwell, który później odszedł z zespołu. W miejsce Halliwella do zespołu dołączył Johnny Cunliffe.
Nazwa zespołu The Lathums pochodzi od miejsca w którym występowali. Powszechnie nazwa miejsca jest wypowiadana „La-thums”, jednak członkowie zespołu używają formy „Lay-thums” jak przyznali w jednym z wywiadów.
Ich pierwszą wspólną piosenką jaką napisali było „Artificial Screens” w 2018 r., którą samodzielnie wydali wraz z innymi singlami. W kwietniu 2019 roku wydali „Crying Out”, był to ich pierwszy oficjalny singiel. W późniejszym czasie wydali jeszcze „The Great Escape”, dzięki czemu zostali zaproszeni do zagrania na festiwalu Kendal Calling.
Rok później zostali zaproszeni do brytyjskiego talk-show „Later… With Jools Holland" oraz otrzymali nominację do plebiscytu BBC Sound Poll 2021.

### 2020-2021: „All My Life” iHow Beautiful Life Can Be
The Lathums podpisało kontakt z wytwórnią Island Records w marcu 2020 roku. Mieli uczestniczyć w trasie koncertowej Paula Wellera oraz Blossoms, jednak ze względu na globalną pandemie zostało to przełożone. Podczas kwarantanny spowodowanej COVID-19 zespół wypuścił w lipcu „All My Life”. Piosenkę napisał 16-letni Moore.
How Beautiful Life Can Be był ich debiutanckim albumem wypuszczonym we wrześniu 2021 roku.

### Od 2022:From Nothing to a Little Bit More
W kwietniu 2022 zespół wydał ostatni utwór z udziałem Johnny’ego Cunliffe’a „Sad Face Baby". Cunliffe został zastąpiony w zespole przez Matty’ego Murphy’ego. Podczas nieobecności Cunliffe'a The Lathums było supportem The Killers.
From Nothing to a Little Bit More było ich drugim albumem, który premierę miał w listopadzie 2022 roku.
W styczniu 2023 r. ukazał się ich singiel „Struggle”, a w czerwcu zagrali na scenie podczas Glastonbury Festival.
W 2023 roku The Lathums występowało jako support Louisa Tomlinsona na jego trasie Faith in the Future.

## Członkowie zespołu

### Obecni członkowie
- Alex Moore – główny piosenkarz, gitarzysta (od 2018)
- Scott Concepcion – piosenkarz, gitarzysta, pianista (od 2018)
- Ryan Durrans – perkusista (od 2018)
- Matty Murphy – basista (od 2023)

### Byli członkowie
- Lewis Halliwell – basista (2018)
- Johnny Cunliffe – basista (2018-2022)

## Dyskografia

### Albumy
| Rok  | Tytuł                             | Wytwórnia      |
| ---- | --------------------------------- | -------------- |
| 2021 | How Beautiful Life Can Be         | Island Records |
| 2023 | From Nothing to a Little Bit More | Island Records |

### Single
| Rok  | Tytuł                            | Album                             |
| ---- | -------------------------------- | --------------------------------- |
| 2018 | „Artificial Screens"             | The Lathums                       |
| 2018 | „The Great Escape"               | The Lathums                       |
| 2018 | „Villainous Victorian"           | The Lathums                       |
| 2019 | „This Place O' Yours"            | The Lathums                       |
| 2019 | „Crying Out"                     | nie należy do albumu              |
| 2019 | „I Know That Much"               | Fight On                          |
| 2020 | „Fight On"                       | Fight On                          |
| 2020 | „The Snake"                      | nie należy do albumu              |
| 2020 | „All My Life"                    | Ghosts                            |
| 2020 | „I See Your Ghost"               | Ghosts                            |
| 2021 | „Oh My Love"                     | How Beautiful Life Can Be         |
| 2021 | „How Beautiful Life Can Be"      | How Beautiful Life Can Be         |
| 2021 | „The Great Escape (2021 Master)" | How Beautiful Life Can Be         |
| 2021 | „I'll Get By"                    | How Beautiful Life Can Be         |
| 2021 | „Krampus"                        | nie należy do albumu              |
| 2022 | „Sad Face Baby"                  | From Nothing to a Little Bit More |
| 2022 | „Say My Name"                    | From Nothing to a Little Bit More |
| 2022 | „Turmoil"                        | From Nothing to a Little Bit More |
| 2023 | „Struggle"                       | From Nothing to a Little Bit More |